# Rica Matsumoto

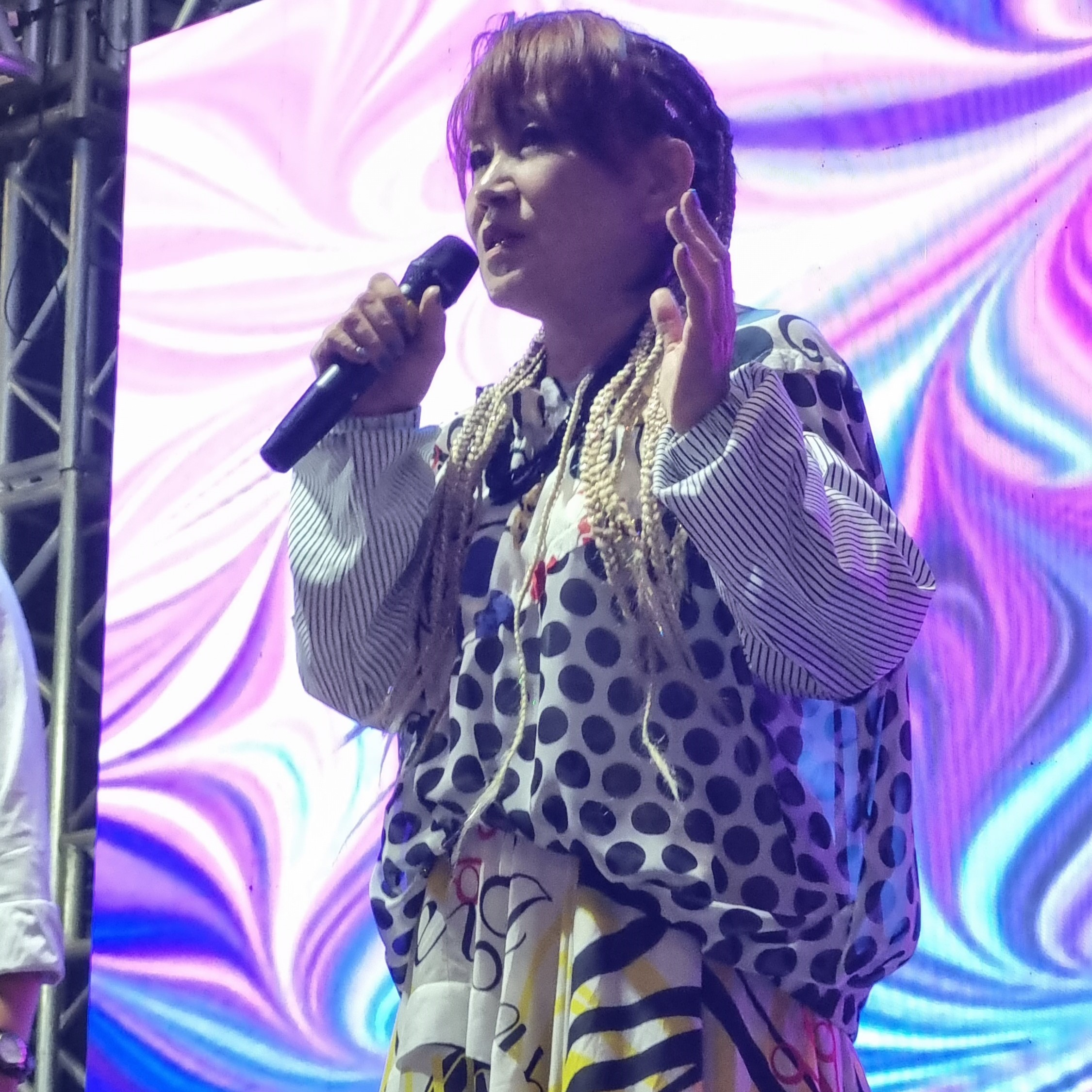
Rica Matsumoto

Rica Matsumoto (japanisch 松本 梨香 Matsumoto Rika, geboren am 30. November 1968 in Yokohama, Japan) ist eine japanische Schauspielerin, Synchronsprecherin und Sängerin. Sie war eine der Gründerinnen der Animeband JAM Project.
Sie ist nicht zu verwechseln mit der 1983 geborenen Tochter Rika Matsumoto des japanischen U-Bahn-Attentäters Shōkō Asahara.

## Leben und Werk
Nach einer freien Bühnenarbeit begann sie sowohl Synchronrollen als auch Gesang.
Ihre bekannteste Rolle hatte Rica als Ash Ketchum, der Hauptfigur der Anime-Serie Pokémon. Sie hatte ebenfalls eine Rolle bei Yu-Gi-Oh als Ryo Bakura und Yami Bakura. Matsumoto nahm auch viele Synchronrollen für Jungen an. Sie sang bei vielen Intros für den japanischen Pokémon-Anime mit.
Matsumoto hatte in Dutzenden von Serien Führungs- oder Nebenrollen inne. Sie hatte auch eine Radioshow in Japan und übersetzte einige amerikanische Filme und TV-Serien ins Japanische. Matsumoto war auch eine der Gründerinnen vom JAM Projekt im Jahre 2000. Sie kündigte im April 2008 an, eine Auszeit von der Gruppe zu nehmen, um sich ihrer Solokarriere zu widmen.

## Diskografie
- 1993: Cluster, CD bei EMI
- 1993: Hana no Utage, CD bei EMI
- 1995: Destiny, CD bei Pioneer
- 2001: Rica the Best, Doppel-CD bei VAP
- 2009: Manmaru, CD bei Sound Mission Label
- 2011: Pokemon Songs, Best-of-CD bei Kadokawa